# Stare Miasto (Płock)

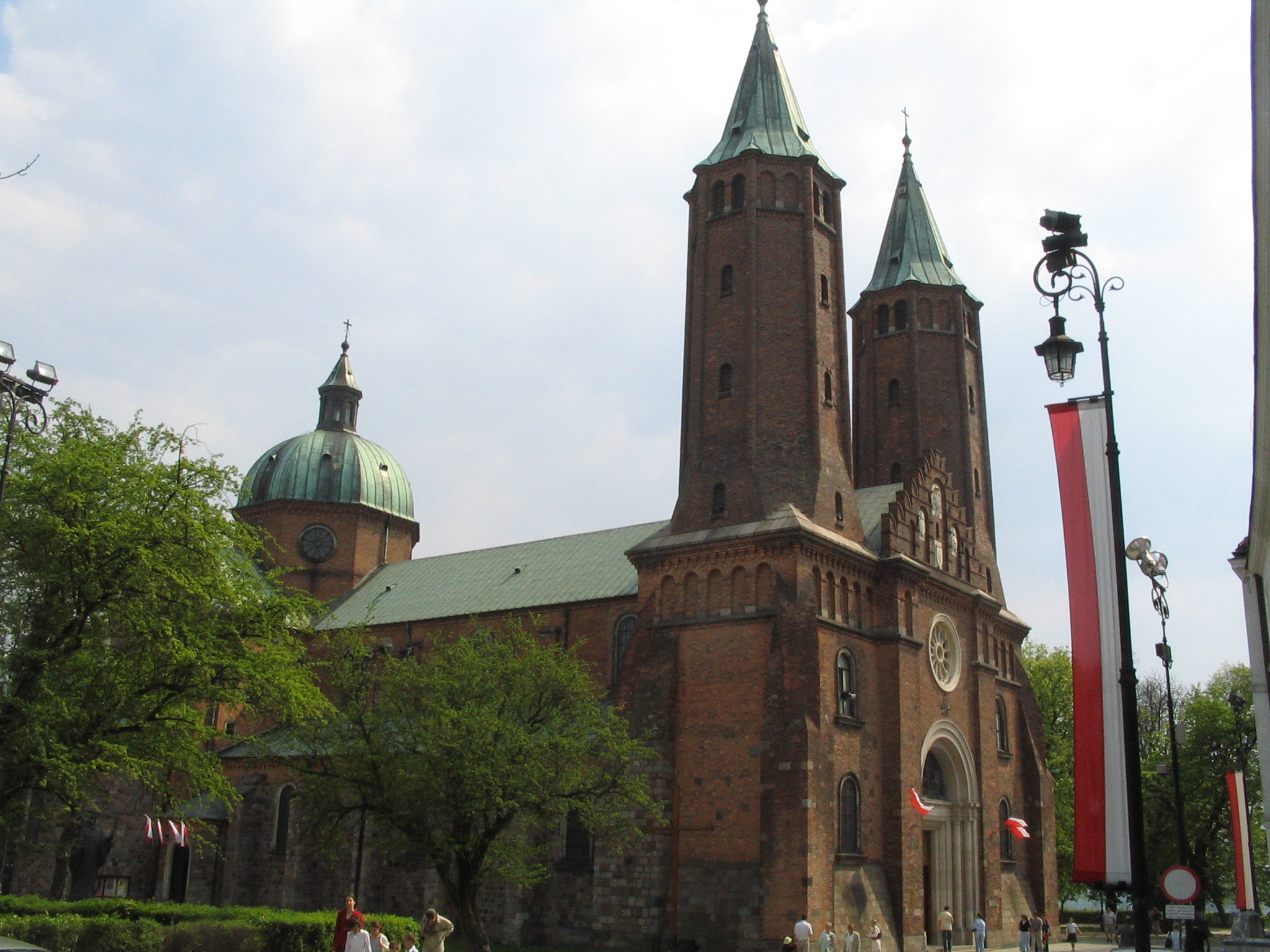
Bazylika katedralna

Stare Miasto – jednostka pomocnicza gminy w Płocku, ustanowiono ją na obszarze najstarszej części miasta. Osiedle położone jest na wysokim prawym brzegu Wisły w centrum miasta.
Stare Miasto jest najbardziej zabytkową częścią płockiej starówki. Zachowuje ono prawie niezmieniony układ przestrzenny od ponad 800 lat. Najstarszą częścią dzielnicy i całego miasta jest Wzgórze Tumskie, które wraz ze Starym Rynkiem zalicza się do najważniejszych miejsc na Starym Mieście.
Zabudowania dzielnicy znajdują się na skarpie wiślanej ok. 47 metrów nad poziomem rzeki.
Głównym deptakiem prowadzącym na Stare Miasto jest ul. Tumska.

## Zabytki i inne ważniejsze obiekty
- bazylika katedralna z XVI wieku
- kościół kolegiacki św. Bartłomieja
- katedra mariawicka
- kościół św. Jana Chrzciciela
- kościół św. Maksymiliana Kolbego
- mała synagoga
- sanktuarium Miłosierdzia Bożego
- Ratusz
- Muzeum św. Faustyny
- Muzeum Mazowieckie
- Muzeum Diecezjalne
- Muzeum Małachowianki
- Liceum Ogólnokształcące im. Marszałka Stanisława Małachowskiego (Małachowianka) - jedna z najstarszych szkół w Polsce
- Wieża ciśnień
- dawne opactwo benedyktyńskie
- Novekino Przedwiośnie
- Biblioteka im. Zielińskich w Domu pod Opatrznością
- Siedziba Towarzystwa Naukowego Płockiego
- Teatr Dramatyczny im. Jerzego Szaniawskiego

## Komunikacja
ul. Kwiatka – dojazd autobusami linii: 2, 4, 7, 18, 19, 20, 140, 22, 24, 26, 33, N1
ul. Sienkiewicza – dojazd autobusami linii: 2, 4, 7, 160, 10, 13, 15, 19, 20, 140, 22, 24, 33, 43, N1

## Ludność
| Rok     | 2000  | 2004  | 2005  |
| Ludność | 5 800 | 5 950 | 5 911 |

## Galeria Starego Miasta

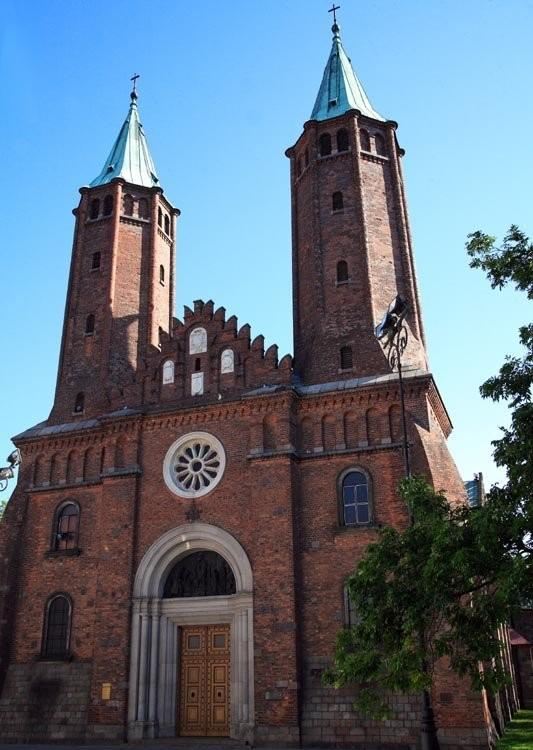
Fasada katedry
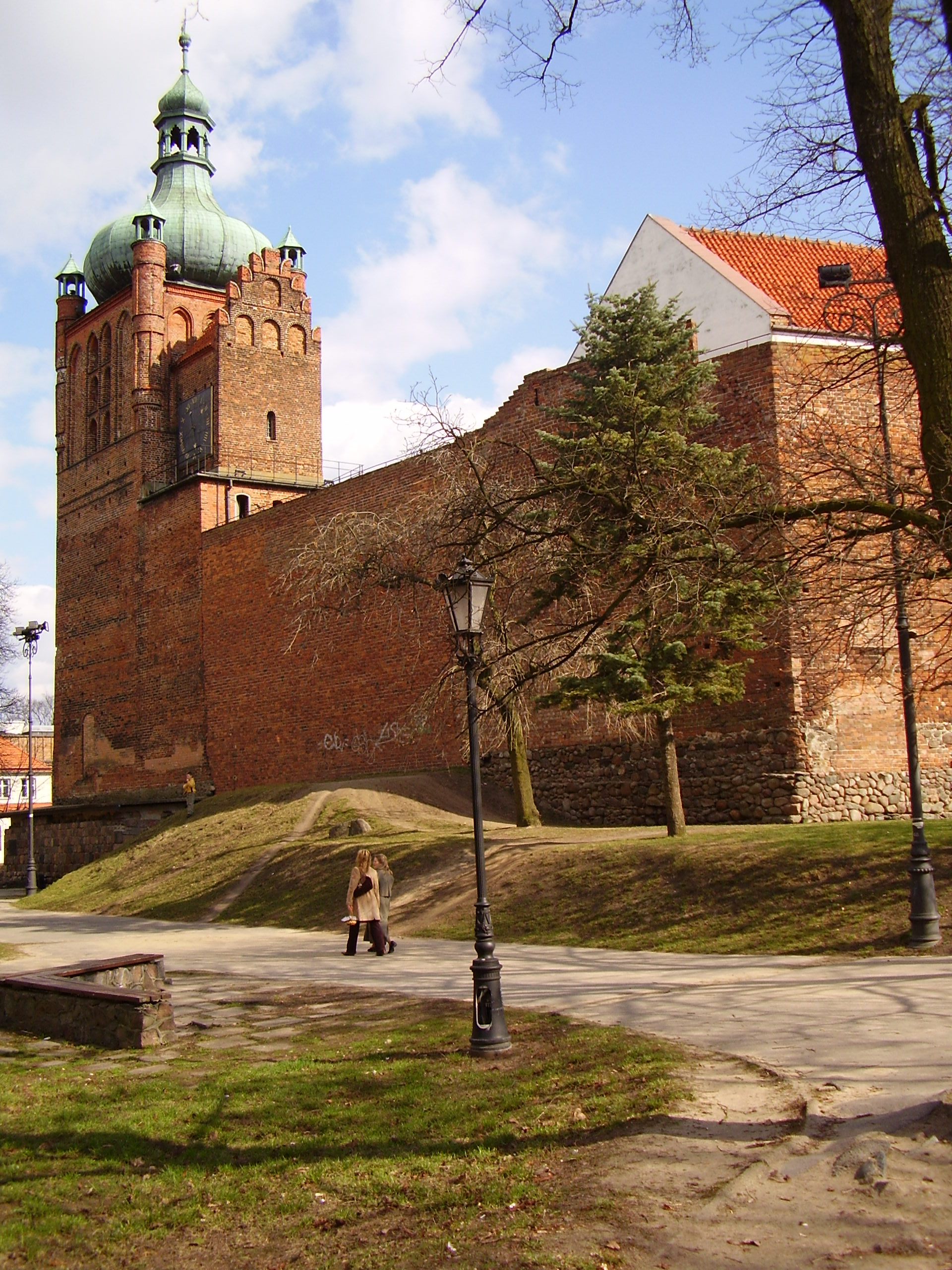
Zamek Książąt Mazowieckich
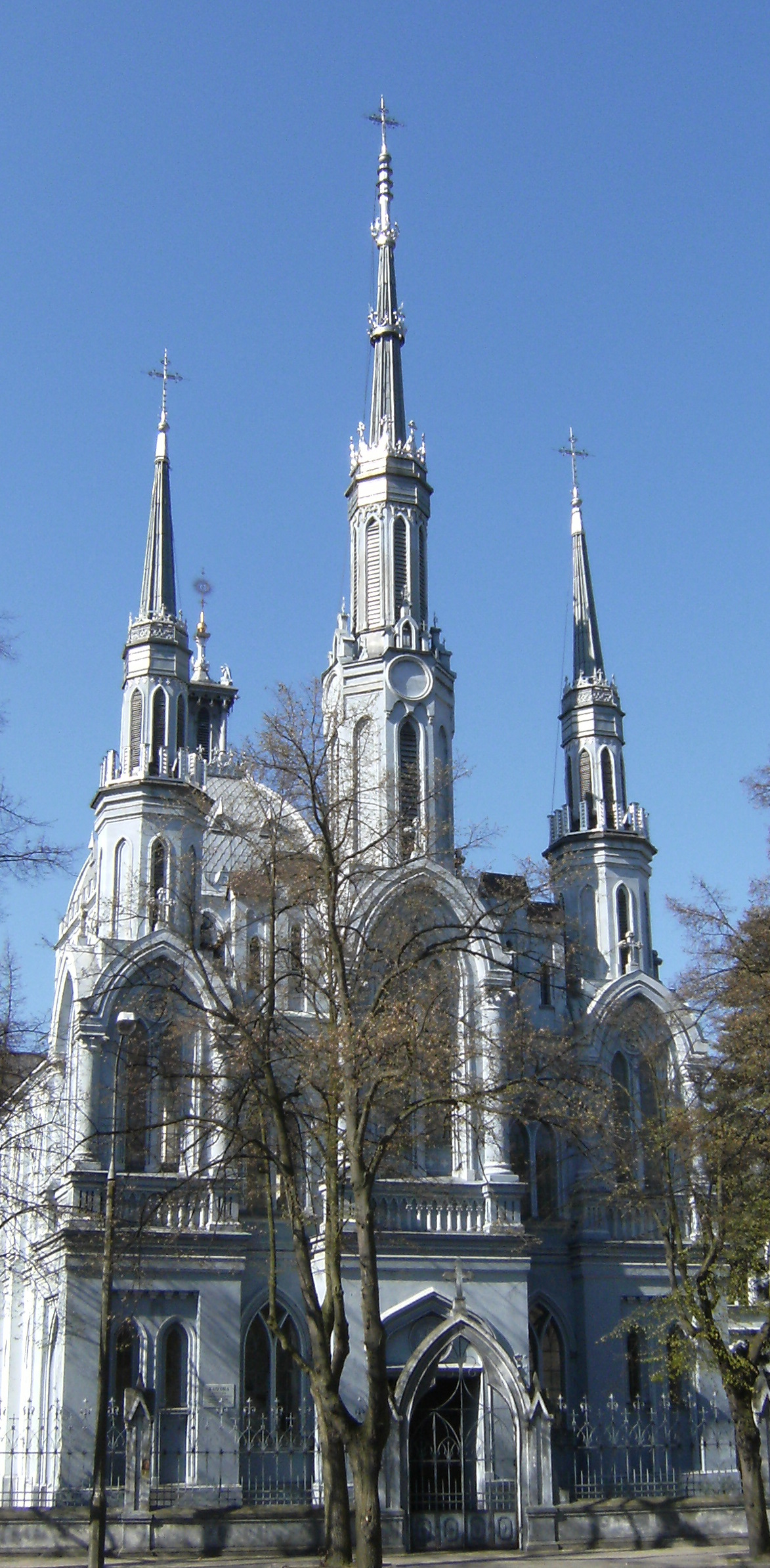
Świątynia Miłosierdzia i Miłości
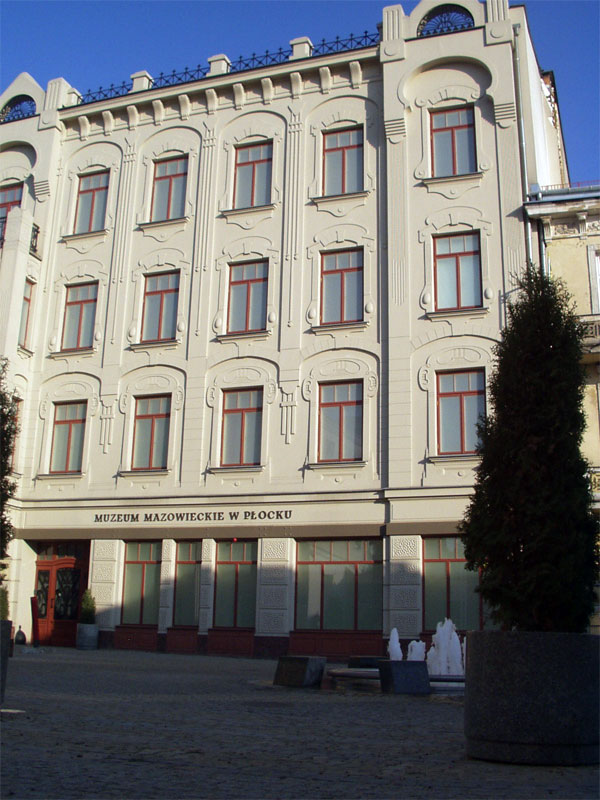
Budynek Muzeum Mazowieckiego
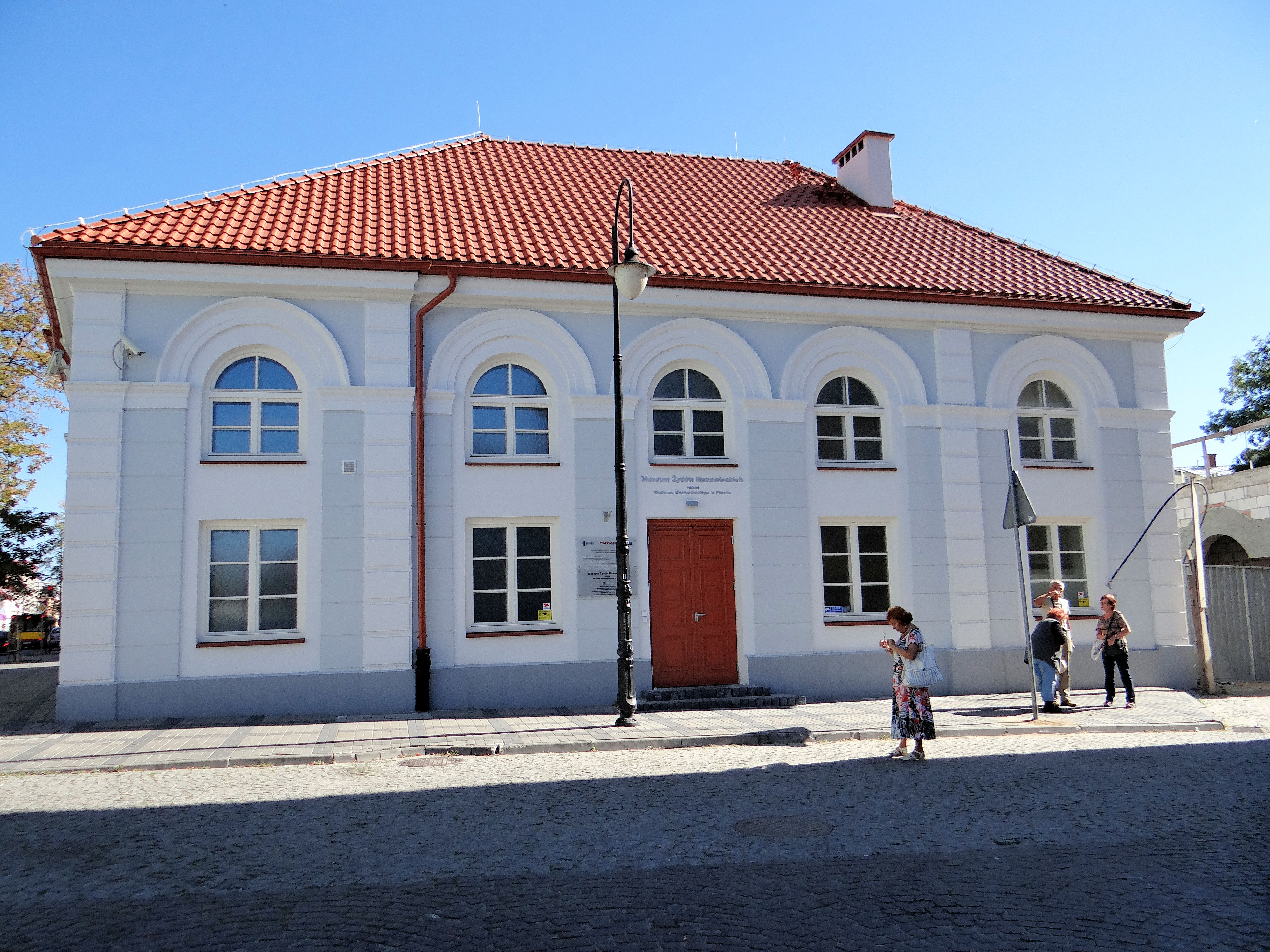
Synagoga (tzw. Mała Bożnica)
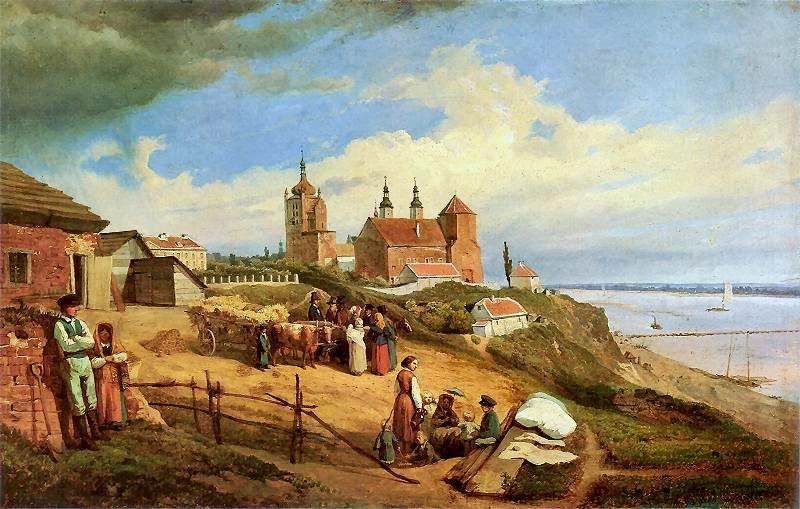
Widok Płocka (Wojciech Gerson)
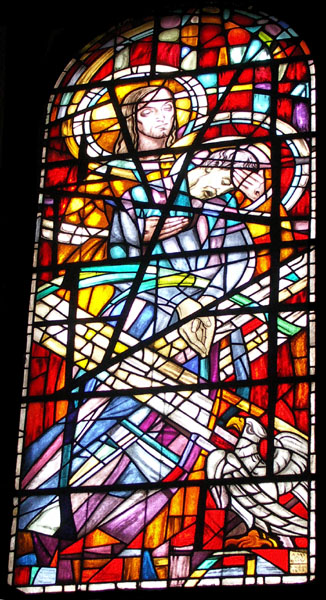
Witraż w Katedrze
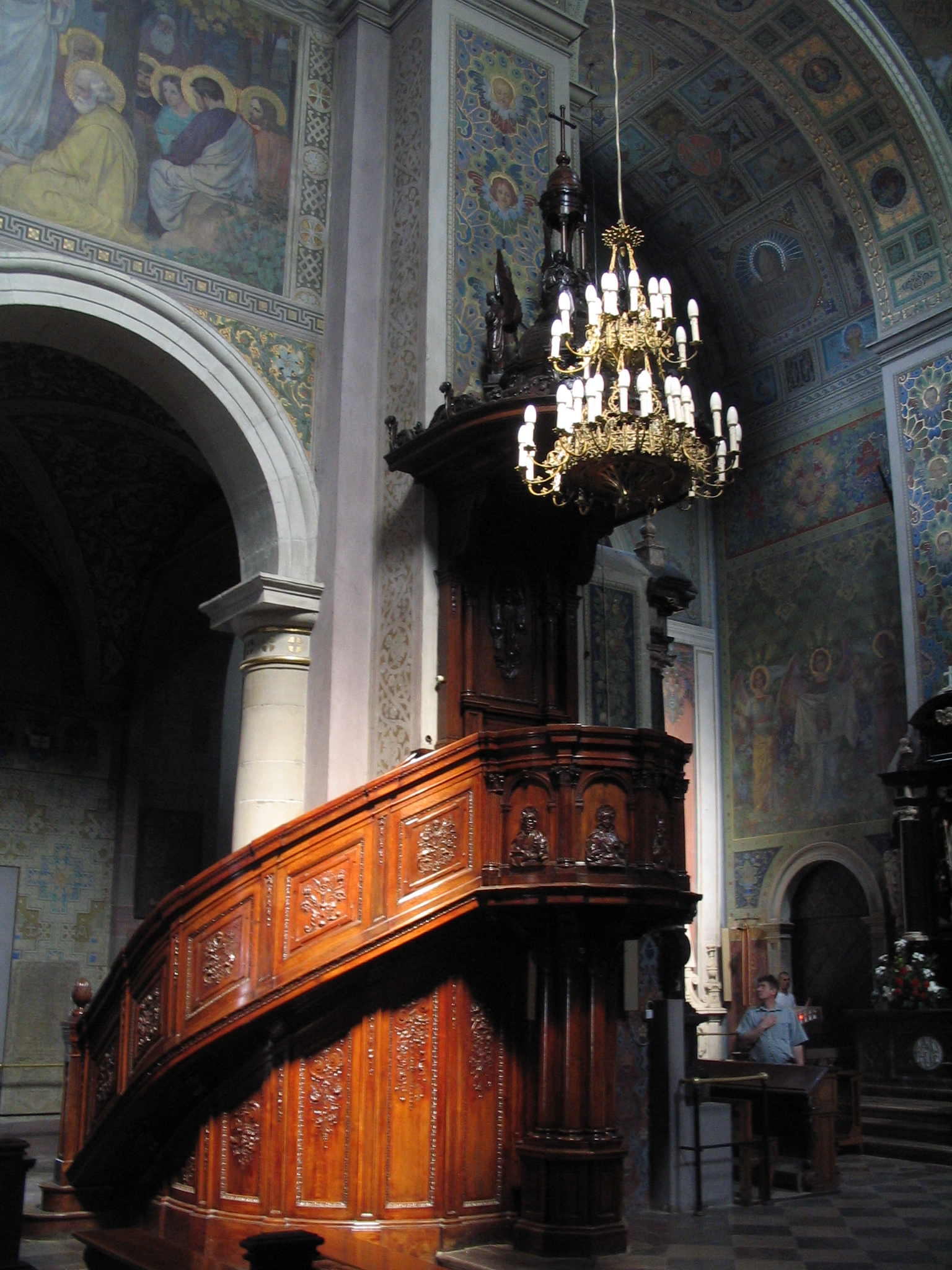
Wnętrze Katedry
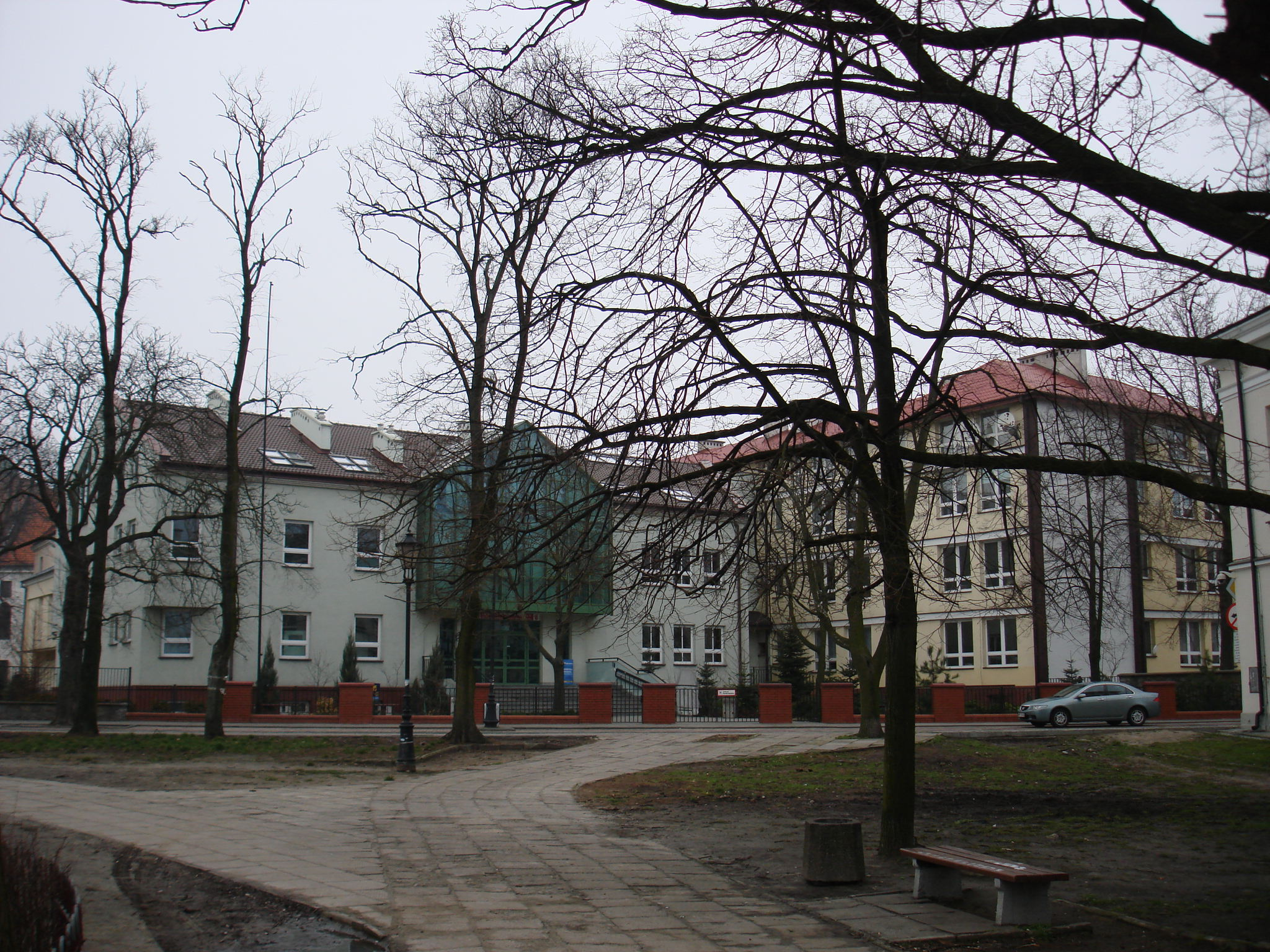
Małachowianka - najstarsza szkoła w Polsce
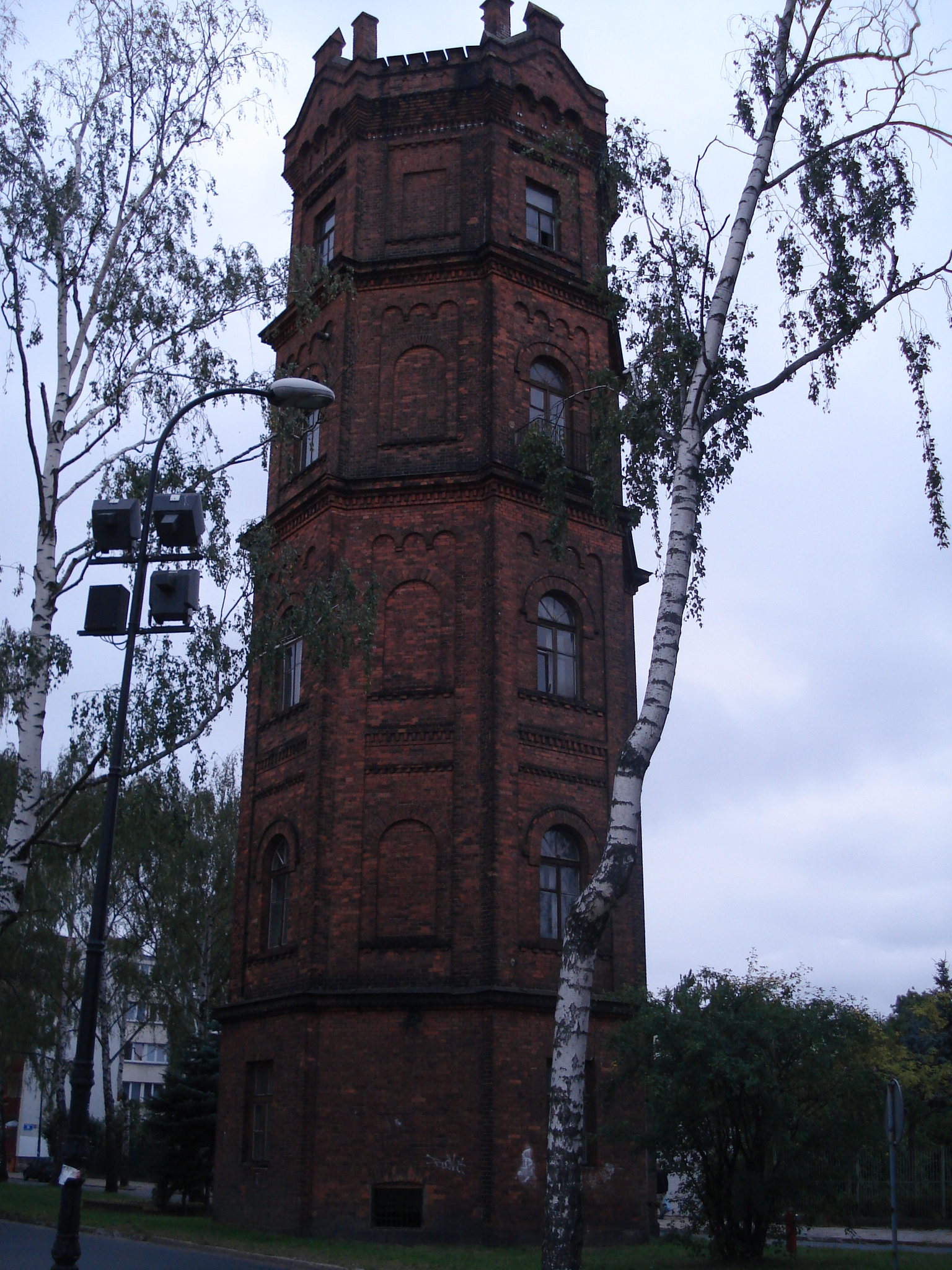
Wieża ciśnień na placu Dąbrowskiego